# Rhamnus intermedia
Rhamnus intermedia là một loài thực vật có hoa trong họ Táo. Loài này được Steud. & Hochst. miêu tả khoa học đầu tiên năm 1827.

## Hình ảnh

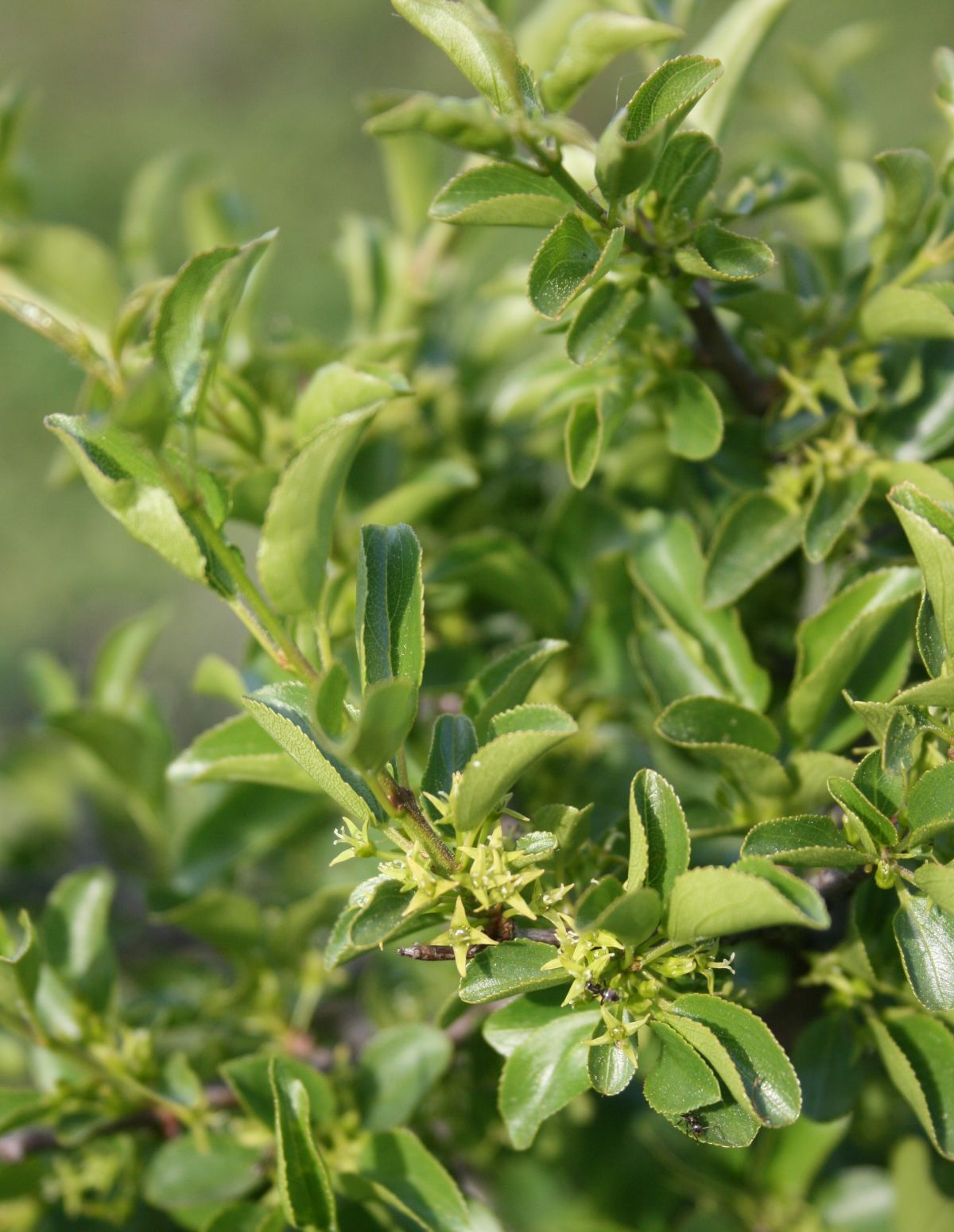